# Insaisissables 2
Ne doit pas être confondu avec Les Insaisissables.
Série Insaisissables
Insaisissables
(2013) Insaisissables 3
(2025)
Pour plus de détails, voir Fiche technique et Distribution.
Insaisissables 2 (Now You See Me 2) est un thriller américano-hongkongais réalisé par Jon M. Chu et sorti en 2016. Deuxième volet de la franchise, il fait suite à Insaisissables réalisé par Louis Leterrier, sorti en 2013.
Le film commence un an après qu'avoir déjoué le FBI et gagné l'adulation du public avec leur spectacle de magie, les membres restants des 4 Cavaliers — J. Daniel Atlas (Jesse Eisenberg), Merritt McKinney (Woody Harrelson) et Jack Wilder (Dave Franco) — vivent dans la clandestinité en attendant d'autres instructions de L’Œil, la société secrète des magiciens qui les a recrutés dans le premier film. Atlas, ayant mûri, fatigué d'attendre une mission, cherche L’Œil par lui-même. Sa recherche le conduit à un tunnel souterrain dans lequel il entend une voix qui lui dit que son attente approche de sa fin. Comme il retourne à son appartement, il trouve l’illusionniste Lula May (Lizzy Caplan) dans son appartement. Contrecarrant ses tentatives pour la lier, elle s’échappe. Atlas va ensuite rencontrer le reste de l'équipe au moment où leur gestionnaire, l’agent du FBI Dylan Rhodes (Mark Ruffalo), leur attribue finalement une nouvelle mission, exposant l’homme d'affaires corrompu Owen Case (Ben Lamb), dont le nouveau logiciel vole secrètement des données sur ses utilisateurs pour le bénéfice de la société Octa. Lula est ajoutée à l'équipe pour remplacer l'ancien membre Henley Reeves (Isla Fisher), qui a quitté les Cavaliers.
Tout comme le premier volet, le film reçoit des critiques presse mitigées mais un succès au box-office. Un   troisième film est prévu en 2025.

## Synopsis
Les Quatre Cavaliers infiltrent la société Octa et détournent la soirée de lancement du nouveau logiciel, conduisant le FBI à leur emplacement. Le spectacle est inopinément interrompu par un mystérieux individu qui révèle au monde que Wilder, laissé pour mort, est en fait bien vivant et que Rhodes est une taupe au sein du FBI, forçant Dylan à échapper à son nouveau patron, Natalie Austin (Sanaa Lathan). Pendant leur fuite, les cavaliers entrent dans leur tube d'échappement sur un toit, mais au lieu d'atterrir dans leur camion, ils émergent en Chine, à Macao, où ils sont capturés par des mercenaires dirigés par le frère jumeau de Merritt, Chase McKinney (Harrelson). Ce dernier les amène à son employeur, Walter Mabry (Daniel Radcliffe), prodige de la technologie passant pour mort et ancien partenaire d'affaires d’Owen Case.
Mabry réquisitionne les Cavaliers pour qu’ils volent le dispositif d'exploration de données développé par lui-même et Owen Case avant que celui-ci ne l’expulse de sa propre société. La puce permet à l'utilisateur de décrypter et d'accéder à tout appareil électronique dans le monde entier et est protégée par un système très sécurisé avant qu’elle ne soit mise aux enchères. Atlas accepte de voler l'appareil, en dépit de la désapprobation des autres et de leur fidélité à Rhodes, et les conduit à un magasin de magie de Macao célèbre dirigé par Li (Jay Chou) et sa grand-mère Bu Bu (Tsai Chin), qui leur vend l'équipement nécessaire pour le braquage. Atlas contacte l’Œil pour organiser la remise de la puce une fois celle-ci volée. Pendant ce temps, Rhodes est marqué comme fugitif et est forcé de libérer son rival Thaddeus Bradley (Morgan Freeman), que Rhodes tient responsable de la mort de son père et le sort de prison pour l'aider à exposer le cerveau derrière le complot. En arrivant à Macao, ils cherchent Li pour avoir des informations et où il est révélé que le père de Rhodes, Lionel Shrike, était un client qui avait commandé une montre ainsi que le coffre-fort utilisé dans la cascade qui l'avait tué. Alors que Rhodes récupère la montre de son père, Bradley entre dans un sarcophage truqué et échappe à la garde de Rhodes.
Les Cavaliers infiltrent l'installation et volent la puce, déjouant le système de sécurité et les autorités, Atlas attend dans un marché afin de donner la puce à l'Œil. Il est alors confronté à Mabry et ses hommes, révélant qu’Atlas avait été dupé en pensant qu’il était L’Œil. Mabry avait copié les données de son téléphone portable dans le tunnel, fournissant toutes les informations nécessaires pour leur capture. Rhodes intervient et fait semblant de récupérer la puce des mains d’Atlas, avant de la glisser de nouveau dans sa veste. Atlas fuit et Dylan refuse de donner la puce à Mabry et ses hommes alors que celle-ci se trouve entre les mains de Daniel Atlas. S'ensuit un combat avec les hommes de Mabry, Rhodes ayant largement le dessus avant qu’il ne soit distrait par Chase et capturé. Il est emmené dans un bateau à proximité, où il apprend que Mabry agit au nom de son père, Arthur Tressler (Michael Caine), l'homme d'affaires dont Rhodes s’employait à se venger avec l’aide des Cavaliers pour couler la société de Tressler qui avait refusé les réclamations d'assurance de sa mère après la mort de Shrike dans un tour de magie qui avait mal tourné. Après avoir obtenu le dispositif, Tressler révèle Bradley comme son associé et place Rhodes dans une réplique du même coffre dans lequel son père était mort avant de le plonger dans l’eau, mais Rhodes comprend maintenant comment son père avait prévu d'échapper et parvient à ouvrir la porte du coffre grâce à la montre de son père. Il est remonté à la surface par Atlas car les Cavaliers l’avaient suivi après sa capture par Tressler et Mabry. Après le sauvetage, ils découvrent que la puce qu'ils avaient volée semble être un faux.
Rhodes et les cavaliers se réunissent avec Bu Bu et Li, qui se révèlent être de vrais représentants de la société de L’Œil et pour déterminer que sont les principales craintes de Mabry et Tressler. Ils comprennent que leur plus grande peur serait d’être dévoilés au grand jour comme étant les criminels qu’ils sont. Ils diffusent qu'ils se produiront en direct à Londres à minuit la veille du Nouvel An et exposeront les activités de Mabry et Tressler, ceux-ci pensant qu'ils ont la puce d'ordinateur. Ils partent en hâte pour Londres, où les cavaliers effectuent une série de tours en direct dans les rues. Mabry, Tressler et Chase devinent des indices dans leurs tours, découvrent que Rhodes est toujours en vie, et localisent l'emplacement de leur final, capturant les cinq cavaliers et les amenant à bord de leur avion privé. Mabry prend la puce et Rhodes avec les autres cavaliers sont jetés hors de l'avion en vol. Cependant, Tressler trouve "The Fool", une carte attachée sous l'étiquette de la bouteille de champagne très chère qu'il a ouverte pour célébrer sa victoire. Immédiatement après, il trouve les Cavaliers à l'extérieur, les regardant par la fenêtre de l'avion, indemnes. Après avoir ouvert la porte, Tressler constate que l’avion n'avait jamais décollé, et qu’ils ont été trompés en embarquant dans un avion sur une barge au milieu de la Tamise, leurs activités criminelles étant diffusées en direct dans le monde par les Cavaliers. Jack et Lula partagent un baiser, mais ils sont interrompus par leurs amis parce qu'ils doivent quitter les lieux.
Mabry, Tressler et Chase sont arrêtés par le FBI, et Rhodes confie les informations qu'ils ont recueillies sur les activités des vrais criminels à Austin, ce qui lui permet de s’échapper. Rhodes et les cavaliers sont ensuite accueillis par Li dans une bibliothèque secrète à l’observatoire Greenwich où ils sont réunis avec Bradley, qui se révèle être le supérieur dans la direction de l'Œil et le partenaire de Lionel Shrike, se faisant passer pour des rivaux dans la vie médiatique. Bradley complimente Rhodes sur le magicien qu'il est devenu et explique que les cavaliers ont terminé leur formation. Bradley demande à Rhodes d'être son successeur au sein de l'Œil, le jugeant prêt. Avant de partir, Bradley montre d'un signe de tête aux 4 Cavaliers et Rhodes un rideau et leur dit d'ignorer tout ce qui est derrière (comme dans le Magicien d'Oz). Intrigués, ils décident tout de même d'aller y jeter un coup d'œil et trouvent une porte derrière le rideau. Ils ouvrent et atterrissent dans un escalier en colimaçon. Le film se termine par la caméra qui se lève et révèle que l'escalier forme le symbole de l'Œil.

## Fiche technique
- Titre original : Now You See Me 2
- Titre français : Insaisissables 2
- Titre québécois : Insaisissable 2[1]
- Réalisation : Jon M. Chu
- Scénario : Ed Solomon, d'après une histoire de Pete Chiarelli et Ed Solomon, basé sur les personnages créés par Boaz Yakin et Edward Ricourt
- Musique : Brian Tyler
- Direction artistique : Stephen Dobric, Martin Foley, Dominic Masters, Stephen Swain, Remo Tozzi, Calvin Tsoi et Stuart Kearns
- Décors : Sharon Seymour
- Costumes : Anna B. Sheppard
- Photographie : Peter Deming
- Montage : Stan Salfas
- Production : Alex Kurtzman, Roberto Orci et Bobby Cohen

Production exécutive (Macao) : Chen On Chu
Production déléguée : Louis Leterrier, Ed Solomon, Kevin de la Noy et Qiuyun Long
Production associée : Karl McMillan, Yang Rong, Bo Shen et Meredith Wieck
Coproduction : David Copperfield
- Sociétés de production[2] : Kurtzman / Orci Paper Products, avec la participation de Summit Entertainment, en association avec TIK Films Production
- Sociétés de distribution :
  - États-Unis : Lionsgate
  - Hong Kong : Lark Films Distribution
  - France : SND Films
  - Canada : Entertainment One
  - Belgique : Belga Films
  - Suisse : Ascot Elite Entertainment Group
- Budget : 90 millions de $[3]
- Pays de production :  États-Unis,  Hong Kong
- Langues originales : anglais, mandarin, cantonais
- Format : couleur - 2.35:1 - son Dolby Atmos
- Genre : thriller, film de casse, action
- Durée : 129 minutes
- Dates de sortie[4] :
  - Hong Kong : 8 juin 2016
  - États-Unis, Québec[1] : 10 juin 2016
  - France, Belgique[5] : 27 juillet 2016
- Classification[6] :
  -  États-Unis : Accord parental recommandé, film déconseillé aux moins de 13 ans (certificat #50263) (PG-13 - Parents Strongly Cautioned)[Note 1].
  -  Hong Kong : Ne convient pas aux enfants (IIA - Catégorie Deux-A)[Note 2].
  -  France : Tous publics (visa d'exploitation no 144739 délivré le 21 juin 2016)[7].
  -  Québec : Tous publics (G - General Rating).
  -  Suisse : Interdit aux moins de 10 ans[8].

## Distribution
- Jesse Eisenberg (VF : Donald Reignoux ; VQ : Hugolin Chevrette-Landesque) : Daniel Atlas
- Mark Ruffalo (VF : Rémi Bichet ; VQ : Sylvain Hétu) : Dylan Rhodes / Dylan Shrike
- Woody Harrelson (VF : Jérôme Pauwels ; VQ : Louis-Philippe Dandenault) : Merritt McKinney / Chase McKinney
- Dave Franco (VF : Yoann Sover ; VQ : Nicholas Savard L'Herbier) : Jack Wilder
- Daniel Radcliffe (VF : Hugo Brunswick ; VQ : Louis-Philippe Berthiaume) : Walter Mabry
- Lizzy Caplan (VF : Céline Ronté ; VQ : Karine Vanasse) : Lula May
- Sanaa Lathan (VF : Annie Milon ; VQ : Marie-Evelyne Lessard) : Natalie Austin
- Michael Caine (VF : Frédéric Cerdal ; VQ : Jean-Marie Moncelet) : Arthur Tressler
- Morgan Freeman (VF : Benoît Allemane ; VQ : Guy Nadon) : Thaddeus Bradley
- Henry Lloyd-Hughes (VF : Sébastien Desjours) : Allen Scott-Frank
- Ben Lamb (VF : Valentin Merlet ; VQ : Kevin Houle) : Owen Case
- David Warshofsky (VF : Pierre Laurent ; VQ : Sébastien Dhavernas) : l'agent Cowan
- Tsai Chin (VQ : Michèle Lituac) : Bu Bu
- Richard Laing (VF : Sylvain Agaësse ; VQ : Christian Perrault) : Lionel Shrike
- Jay Chou (VF : Stéphane Fourreau ; VQ : Gabriel Lessard) : Li
- William Henderson : Dylan jeune

 Source et légende : version française (VF) sur RS Doublage et Allodoublage version québécoise (VQ) sur Doublage Québec

## Production

### Genèse et développement
Le 3 juillet 2013, à la suite du succès important du film au box-office (plus de 350 000 000 dollars de recettes mondiales pour un budget de seulement 75 millions), le président de Lionsgate, Jon Feltheimer annonce la mise en chantier d'une suite, dont le tournage débutera en 2014. En août 2013, le Français Louis Leterrier, réalisateur du premier film, est confirmé pour cette suite. Cependant, courant 2014, Jon M. Chu est officiellement annoncé comme réalisateur du film.
Cette suite devait initialement s'intituler Now You See Me: Now You Don't, avant de devenir Now You See Me: The Second Act,.
Une suite est prévue, programmée initialement en 2015 et dont la date de sortie effective n'est pas connue : Insaisissables 3 par Jon Chu.

### Attribution des rôles
La plupart des acteurs principaux du premier film reprennent ici leurs rôles, excepté Isla Fisher, qui incarnait Henley. Elle a dû décliner l'offre en raison de sa grossesse. C'est sa partenaire dans Bachelorette, Lizzy Caplan qui est alors choisie pour la remplacer au sein des Quatre Cavaliers, mais dans un rôle différent.
Daniel Radcliffe rejoint officiellement la distribution en novembre 2014.

### Tournage
Le 25 novembre 2014, Mark Ruffalo révèle sur son compte Facebook que le tournage a débuté. Il a lieu à Londres. Les prises de vue ont également lieu dans d'autres villes d'Angleterre (Teddington), ainsi qu'à Macao (centre des sciences de Macao).

### Bande originale
Bandes originales de Insaisissables
Insaisissables
(2013) Insaisissables 3
La musique du film est composée par Brian Tyler, déjà à l’œuvre sur le premier film.
Liste des titres
1. Now You See Me 2 Fanfare - 3:19
2. Now You See Me 2 Main Titles - 3:01
3. 300 Seconds - 7:26
4. The Setup - 5:46
5. Sleight of Hand - 5:52
6. Revelatory - 1:24
7. A Special Invitation - 4:38
8. Equivoque - 3:18
9. Off the Grid (Walter's Theme) - 2:14
10. Trifecta - 3:54
11. The Fool - 1:55
12. Buffy the Chippie - 2:58
13. Behind the Curtain - 4:10
14. Thaddeus' Game - 2:23
15. Octa - 1:37
16. United - 1:36
17. Deliverance - 4:11
18. Diversion Tactics - 4:35
19. Sibling Rivalry - 1:55
20. Bazaar Getaway - 2:10
21. The New Horseman - 1:06
22. See You in 3 to 5 - 1:42
23. The Big Finish - 3:57
24. Finale - 2:39

Autres chansons et airs d'opéras présents dans le film
- This Magic Moment – The Drifters
- Flute and Drum at Sunset – The Silk String Quartet
- MJ Fresh Gang – MJ116 feat. MC HotDog
- Magic Stick – Lil' Kim
- Purple Haze – Jimi Hendrix
- Magic Moments – Perry Como
- Mozart, La Flûte enchantée, acte 2, air de la Reine de la Nuit : Der Hölle Rache kocht in meinem Herzen – Par une soprano colorature et l'Orchestre symphonique de la radio nationale bulgare
- Freedom – Pharrell Williams
- Yinhua Mountain – Luo Jin
- O mio babbino caro, extrait de Gianni Schicchi, opéra de Giacomo Puccini – Par Renée Fleming et l'Orchestre philharmonique de Londres, dir. Charles Mackerras
- Chu Shen Ru Hua – Jay Chou
- Gong Gong with a Headache – Jay Chou
- Meng Gao Lu – KO Star
- Extra Large Shoes – Jay Chou

## Accueil

### Accueil critique
Sur Rotten Tomatoes, le film obtient 33 % d'avis favorables pour 198 critiques et une note de 4,90 sur 10. Le consensus résume les critiques récoltées : « Insaisissables 2 contient encore plus de rebondissements que son prédécesseur, mais au final, il a encore moins de choses à cacher dans sa manche ». Sur Metacritic , le film a un score de 46 sur 100 basé sur 33 critiques, ce qui signifie « mitigé ou moyen »[réf. nécessaire].
Bien que les critiques et les fans aient été déçus du fait qu'Isla Fisher ne revienne pas dans le rôle d'Henley Reeves, beaucoup ont salué l'ajout de Lizzy Caplan au casting. Caplan a été décrite comme « l'une des plus grandes améliorations de la suite » par Entertainment Weekly ,  tandis que Dave White de TheWrap a écrit qu'elle « apporte une nouvelle infusion d'énergie intelligente au club des garçons ».  Le magazine de cinéma australien Filmink a également noté que Caplan « éclipse ses co-stars talentueuses avec sa présence impertinente et imposante à l'écran ».  Owen Gleiberman de Variety a écrit que « tout en souriant de manière effrayante, [Daniel Radcliffe] fait de Walter un lutin mégalomane, comme le plus jeune méchant de James Bond au monde ».  Randy Cordova de The Arizona Republic , qui a préféré le film à l'original, a déclaré à propos du personnage du méchant que « Entre les mains de Radcliffe, il est un méchant gâté et capricieux, alternativement effrayant et hilarant. » 
Ignatiy Vishnevetsky de The AV Club écrit que la suite « augmente le quotient ridicule » par rapport à l'original, « en doublant le timing de l'intrigue alambiquée et en adoptant l'invraisemblance comme une esthétique... Si [le réalisateur Jon M.] Chu ne semble pas à l'aise avec le côté tape-à-l'œil et les reflets de l'objectif que le réalisateur Louis Leterrier a apporté au premier film, il semble encore moins intéressé que son prédécesseur à créer l'impression d'un monde reconnaissable et réel - ce qui est une bonne chose, du moins pour un film sur une équipe de braqueurs de superstars appelée les Cavaliers qui implique des jumeaux, de multiples identités secrètes et un complot de surveillance d'entreprise mondial qui ne peut être déjoué que par l'utilisation de la magie de la scène. » 
Michael Phillips du Chicago Tribune a donné au film une critique mitigée mais l'a considéré comme « plus amusant » que son prédécesseur.

### Box-office
| Pays ou région    | Box-office        | Date d'arrêt du box-office | Nombre de semaines |
| ----------------- | ----------------- | -------------------------- | ------------------ |
| États-Unis Canada | 65 075 540 $      | 25 août 2016               | 11                 |
| France            | 2 104 756 entrées | 30 août 2016               | -                  |
| Mondial           | 334 897 606 $     | -                          | -                  |

## Distinctions
Entre 2016 et 2017, Insaisissables 2 a été sélectionné 5 fois dans diverses catégories et n'a remporté aucune récompense.

### Nominations
- Prix de la bande-annonce d'or 2016 : Meilleur blockbuster de l'été 2016 pour Lionsgate et AV Squad.
- Prix du jeune public 2016 :
  - Meilleur film de l'été,
  - Meilleur acteur de l'été pour Dave Franco,
  - Meilleure actrice de l'été pour Lizzy Caplan.
- Prix nationaux du cinéma (Royaume-Uni) 2017 (National Film Awards UK) : Meilleur acteur pour Daniel Radcliffe.

## Suite
En septembre 2022, Ruben Fleischer est annoncé à la direction du troisième film, à partir d’un scénario de Seth Grahame-Smith. Jesse Eisenberg et Woody Harrelson sont annoncés au casting.